# باز-عقاب‌های اصلی
باز-عقاب‌های اصلی (نام علمی: Spizaetus) نام یک سرده از تیره بازان است.